# Apochthonius occidentalis
Apochthonius occidentalis es una especie de arácnido  del orden Pseudoscorpionida de la familia Chthoniidae.

## Distribución geográfica
Se encuentra en Oregón (Estados Unidos).